# Élections municipales de 2021 dans l'agglomération de Longueuil
Pour un article plus général, voir Élections municipales de 2021 en Montérégie.
Cet article concerne les élections municipales de 2021 en Montérégie dans la municipalité régionale de comté de l'Agglomération de Longueuil.

## Boucherville
|             | Élection (2017) | Dissolution (2021) | Élection (2021) |
| Maire       | Jean Martel | Jean Martel | Jean Martel |
| Conseillers | Isabelle Bleau Raouf Absi Josée Bissonnette Anne Barabé François Desmarais Magalie Queval Jacqueline Boubane Lise Roy | Isabelle Bleau Raouf Absi Josée Bissonnette Anne Barabé François Desmarais Magalie Queval Jacqueline Boubane Lise Roy | Isabelle Bleau Raouf Absi Josée Bissonnette Anne Barabé François Desmarais Magalie Queval Jacqueline Boubane Lise Roy |

| Partis | Partis                                          | Candidats pour la mairie | Vote            | %               |
| ------ | ----------------------------------------------- | ------------------------ | --------------- | --------------- |
|        | Équipe Jean Martel - Option Citoyens Citoyennes | Jean Martel (Sortant)    | Sans opposition | Sans opposition |

| Partis | Partis                                          | Candidats district Marie-Victorin (1) | Vote            | %               |
| ------ | ----------------------------------------------- | ------------------------------------- | --------------- | --------------- |
|        | Équipe Jean Martel - Option Citoyens Citoyennes | Isabelle Bleau (Sortante)             | Sans opposition | Sans opposition |

| Partis | Partis                                          | Candidats district Rivière-aux-Pins (2) | Vote            | %               |
| ------ | ----------------------------------------------- | --------------------------------------- | --------------- | --------------- |
|        | Équipe Jean Martel - Option Citoyens Citoyennes | Raouf Absi (Sortant)                    | Sans opposition | Sans opposition |

| Partis | Partis                                          | Candidats district Des Découvreurs (3) | Vote            | %               |
| ------ | ----------------------------------------------- | -------------------------------------- | --------------- | --------------- |
|        | Équipe Jean Martel - Option Citoyens Citoyennes | Josée Bissonnette (Sortante)           | Sans opposition | Sans opposition |

| Partis | Partis                                          | Candidats district Harmonie (4) | Vote            | %               |
| ------ | ----------------------------------------------- | ------------------------------- | --------------- | --------------- |
|        | Équipe Jean Martel - Option Citoyens Citoyennes | Anne Barabé (Sortante)          | Sans opposition | Sans opposition |

| Partis | Partis                                          | Candidats district La Seigneurie (5) | Vote            | %               |
| ------ | ----------------------------------------------- | ------------------------------------ | --------------- | --------------- |
|        | Équipe Jean Martel - Option Citoyens Citoyennes | François Desmarais (Sortant)         | Sans opposition | Sans opposition |

| Partis | Partis                                          | Candidats district Saint-Louis (6) | Vote            | %               |
| ------ | ----------------------------------------------- | ---------------------------------- | --------------- | --------------- |
|        | Équipe Jean Martel - Option Citoyens Citoyennes | Magalie Queval (Sortante)          | Sans opposition | Sans opposition |

| Partis | Partis                                          | Candidats district De Normandie (7) | Vote            | %               |
| ------ | ----------------------------------------------- | ----------------------------------- | --------------- | --------------- |
|        | Équipe Jean Martel - Option Citoyens Citoyennes | Jacqueline Boubane (Sortante)       | Sans opposition | Sans opposition |

| Partis | Partis                                          | Candidats district Le Boisé (8) | Vote            | %               |
| ------ | ----------------------------------------------- | ------------------------------- | --------------- | --------------- |
|        | Équipe Jean Martel - Option Citoyens Citoyennes | Lise Roy (Sortante)             | Sans opposition | Sans opposition |

## Brossard
|             | Élection (2017) | Dissolution (2021) | Élection (2021) |
| Maire       | Doreen Assaad | Doreen Assaad | Doreen Assaad |
| Conseillers | Christian Gaudette Michel Gervais Monique Gagné Julie Bénard Claudio Benedetti Sophie Allard Antoine Assaf Pierre Jetté Michelle Jarnam Hui Sylvie Desgroseillers | Christian Gaudette Michel Gervais Monique Gagné Julie Bénard Claudio Benedetti Sophie Allard Antoine Assaf Pierre Jetté Michelle Jarnam Hui Sylvie Desgroseillers | Christian Gaudette Tina DelVecchio Stéphanie Quintal Patrick Langlois Claudio Benedetti Sophie Allard Antoine Assaf Xixi Li Michelle Hui Daniel Lucier |

| Taux de participation :                | Taux de participation :                | Taux de participation :                | Taux de participation :                | Taux de participation :                | 29,2 % |
| Nombre de votes valides :              | Nombre de votes valides :              | Nombre de votes valides :              | Nombre de votes valides :              | Nombre de votes valides :              | 17 667 |
| Nombre de votes rejetées à la mairie : | Nombre de votes rejetées à la mairie : | Nombre de votes rejetées à la mairie : | Nombre de votes rejetées à la mairie : | Nombre de votes rejetées à la mairie : | 244    |
| Nombre d'électeurs inscrits :          | Nombre d'électeurs inscrits :          | Nombre d'électeurs inscrits :          | Nombre d'électeurs inscrits :          | Nombre d'électeurs inscrits :          | 61 262 |

| Partis | Partis                                                                            | Candidats pour la mairie | Vote   | %     |
| ------ | --------------------------------------------------------------------------------- | ------------------------ | ------ | ----- |
|        | Brossard ensemble - Équipe Doreen Assaad / Brossard Together - Team Doreen Assaad | Doreen Assaad (Sortante) | 11 061 | 62,61 |
|        | Coalition Brossard                                                                | Michel Gervais           | 4 982  | 28,20 |
|        | Brossard Uni                                                                      | Hanadi Saad              | 1 212  | 6,86  |
|        | Indépendante                                                                      | Manon Girard             | 412    | 2,33  |

| Partis | Partis                                                                            | Candidats district #1        | Vote | %     |
| ------ | --------------------------------------------------------------------------------- | ---------------------------- | ---- | ----- |
|        | Brossard ensemble - Équipe Doreen Assaad / Brossard Together - Team Doreen Assaad | Christian Gaudette (Sortant) | 890  | 51,45 |
|        | Indépendante                                                                      | Tony Ghannamy                | 429  | 24,80 |
|        | Coalition Brossard                                                                | Jin Kim                      | 320  | 18,50 |
|        | Brossard Uni                                                                      | Vanessa Fernandez Rodriguez  | 91   | 5,26  |

| Partis | Partis                                                                            | Candidats district #2 | Vote | %     |
| ------ | --------------------------------------------------------------------------------- | --------------------- | ---- | ----- |
|        | Brossard ensemble - Équipe Doreen Assaad / Brossard Together - Team Doreen Assaad | Tina DelVecchio       | 929  | 49,21 |
|        | Coalition Brossard                                                                | Georgette Saad        | 595  | 31,51 |
|        | Indépendante                                                                      | Diane Girard          | 259  | 13,72 |
|        | Brossard Uni                                                                      | Katiuscia Cantaluppi  | 105  | 5,56  |

| Partis | Partis                                                                            | Candidats district #3 | Vote | %     |
| ------ | --------------------------------------------------------------------------------- | --------------------- | ---- | ----- |
|        | Brossard ensemble - Équipe Doreen Assaad / Brossard Together - Team Doreen Assaad | Stéphanie Quintal     | 540  | 47,04 |
|        | Coalition Brossard                                                                | Monique Gagné         | 440  | 38,33 |
|        | Brossard Uni                                                                      | Dalila Khettou        | 168  | 14,63 |

| Partis | Partis                                                                            | Candidats district #4 | Vote  | %     |
| ------ | --------------------------------------------------------------------------------- | --------------------- | ----- | ----- |
|        | Brossard ensemble - Équipe Doreen Assaad / Brossard Together - Team Doreen Assaad | Patrick Langlois      | 1 050 | 57,79 |
|        | Coalition Brossard                                                                | Stéphane Alain        | 521   | 28,67 |
|        | Brossard Uni                                                                      | Faisal Chowdhury      | 246   | 13,54 |

| Partis | Partis                                                                            | Candidats district #5       | Vote  | %     |
| ------ | --------------------------------------------------------------------------------- | --------------------------- | ----- | ----- |
|        | Indépendant                                                                       | Claudio Benedetti (Sortant) | 1 025 | 47,83 |
|        | Brossard ensemble - Équipe Doreen Assaad / Brossard Together - Team Doreen Assaad | Nick Kaminaris              | 746   | 34,81 |
|        | Coalition Brossard                                                                | Zouhair Loubani             | 236   | 11,01 |
|        | Brossard Uni                                                                      | Salam Selman                | 136   | 6,35  |

| Partis | Partis                                                                            | Candidats district #6 | Vote  | %     |
| ------ | --------------------------------------------------------------------------------- | --------------------- | ----- | ----- |
|        | Brossard ensemble - Équipe Doreen Assaad / Brossard Together - Team Doreen Assaad | Sophie Allard         | 1 592 | 69,04 |
|        | Coalition Brossard                                                                | Max Maurice           | 591   | 25,63 |
|        | Brossard Uni                                                                      | Tasneem El Bashtaly   | 123   | 5,33  |

| Partis | Partis                                                                            | Candidats district #7   | Vote  | %     |
| ------ | --------------------------------------------------------------------------------- | ----------------------- | ----- | ----- |
|        | Brossard ensemble - Équipe Doreen Assaad / Brossard Together - Team Doreen Assaad | Antoine Assaf (Sortant) | 1 345 | 76,59 |
|        | Coalition Brossard                                                                | Simra Baig              | 260   | 14,81 |
|        | Brossard Uni                                                                      | Marlon Cambridge        | 151   | 8,60  |

| Partis | Partis                                                                            | Candidats district #8 | Vote | %     |
| ------ | --------------------------------------------------------------------------------- | --------------------- | ---- | ----- |
|        | Coalition Brossard                                                                | Xixi Li               | 883  | 45,21 |
|        | Brossard ensemble - Équipe Doreen Assaad / Brossard Together - Team Doreen Assaad | Jean-Paul Mouradian   | 851  | 43,57 |
|        | Brossard Uni                                                                      | Sy Levan              | 134  | 6,86  |
|        | Indépendant                                                                       | Tang K. Le Tran       | 85   | 4,35  |

| Partis | Partis                                                                            | Candidats district #9   | Vote | %     |
| ------ | --------------------------------------------------------------------------------- | ----------------------- | ---- | ----- |
|        | Brossard ensemble - Équipe Doreen Assaad / Brossard Together - Team Doreen Assaad | Michelle Hui (Sortante) | 751  | 59,84 |
|        | Coalition Brossard                                                                | Christine Chédid        | 395  | 31,47 |
|        | Indépendant                                                                       | Manh Nguyen             | 109  | 8,69  |

| Partis | Partis                                                                            | Candidats district #10           | Vote | %     |
| ------ | --------------------------------------------------------------------------------- | -------------------------------- | ---- | ----- |
|        | Brossard ensemble - Équipe Doreen Assaad / Brossard Together - Team Doreen Assaad | Daniel Lucier                    | 588  | 35,13 |
|        | Coalition Brossard                                                                | Caroline Kilsdonk                | 548  | 32,74 |
|        | Indépendante                                                                      | Sylvie DesGroseillers (Sortante) | 454  | 27,12 |
|        | Brossard Uni                                                                      | Michel Roy                       | 84   | 5,02  |

## Mercier
|             | Élection (2017)                                                                             | Dissolution (2021)                                                                          | Élection (2021)                                                                        |
| Maire       | Lise Michaud                                                                                | Lise Michaud                                                                                | Lise Michaud                                                                           |
| Conseillers | Stéphane Roy Johanne Anderson Judith Prud'homme Philippe Drolet Louis Cimon Martin Laplaine | Stéphane Roy Johanne Anderson Judith Prud'homme Philippe Drolet Louis Cimon Martin Laplaine | Stéphane Roy Stéphanie Felx Tony Bolduc Philippe Drolet Bernard Mallet Martin Laplaine |

| Partis | Partis               | Candidats pour la mairie | Vote            | %               |
| ------ | -------------------- | ------------------------ | --------------- | --------------- |
|        | Parti Avenir Mercier | Lise Michaud (Sortante)  | Sans opposition | Sans opposition |

| Partis | Partis               | Candidats district 1 | Vote | %     |
| ------ | -------------------- | -------------------- | ---- | ----- |
|        | Parti Avenir Mercier | Stéphane Roy         | 442  | 79,50 |
|        | Indépendant          | Christian Bujold     | 114  | 20,50 |

| Partis | Partis               | Candidats district 2 | Vote            | %               |
| ------ | -------------------- | -------------------- | --------------- | --------------- |
|        | Parti Avenir Mercier | Stéphanie Felx       | Sans opposition | Sans opposition |

| Partis | Partis               | Candidats district 3 | Vote            | %               |
| ------ | -------------------- | -------------------- | --------------- | --------------- |
|        | Parti Avenir Mercier | Tony Bolduc          | Sans opposition | Sans opposition |

| Partis | Partis               | Candidats district 4      | Vote            | %               |
| ------ | -------------------- | ------------------------- | --------------- | --------------- |
|        | Parti Avenir Mercier | Philippe Drolet (Sortant) | Sans opposition | Sans opposition |

| Partis | Partis               | Candidats district 5 | Vote | %     |
| ------ | -------------------- | -------------------- | ---- | ----- |
|        | Parti Avenir Mercier | Bernard Mallet       | 325  | 83,98 |
|        | Indépendant          | Jean Poirier         | 62   | 16,02 |

| Partis | Partis               | Candidats district 6      | Vote            | %               |
| ------ | -------------------- | ------------------------- | --------------- | --------------- |
|        | Parti Avenir Mercier | Martin Laplaine (Sortant) | Sans opposition | Sans opposition |

## Saint-Bruno-de-Montarville
|             | Élection (2017) | Dissolution (2021) | Élection (2021) |
| Maire       | Martin Murray | Martin Murray | Ludovic Grisé Farand |
| Conseillers | Louise Dion Vincent Fortier Caroline Cossette Martin Guevremont Isabelle Bérubé Marilou Alarie Jacques Bédard Joël Boucher | Louise Dion Vincent Fortier Caroline Cossette Ludovic Grisé Farand Isabelle Bérubé Marilou Alarie Jacques Bédard Joël Boucher | Louise Dion Vincent Fortier Mathieu Marcil Nancy Cormier Louis Mercier Hélène Racicot Jérémy Dion Bernard Marc-André Paquette |

| Taux de participation :                | Taux de participation :                | Taux de participation :                | Taux de participation :                | Taux de participation :                | 50,1 % |
| Nombre de votes valides :              | Nombre de votes valides :              | Nombre de votes valides :              | Nombre de votes valides :              | Nombre de votes valides :              | 9 976  |
| Nombre de votes rejetées à la mairie : | Nombre de votes rejetées à la mairie : | Nombre de votes rejetées à la mairie : | Nombre de votes rejetées à la mairie : | Nombre de votes rejetées à la mairie : | 83     |
| Nombre d'électeurs inscrits :          | Nombre d'électeurs inscrits :          | Nombre d'électeurs inscrits :          | Nombre d'électeurs inscrits :          | Nombre d'électeurs inscrits :          | 20 066 |

| Partis | Partis                                      | Candidats pour la mairie                        | Vote  | %     |
| ------ | ------------------------------------------- | ----------------------------------------------- | ----- | ----- |
|        | Citoyens d'abord Saint-Bruno - Équipe Grisé | Ludovic Grisé Farand (Sortant d'un autre poste) | 5 492 | 55,05 |
|        | Ensemble Saint-Bruno                        | Isabelle Bérubé (Sortante d'un autre poste)     | 4 036 | 40,46 |
|        | Parti équilibre                             | André Besner                                    | 448   | 4,49  |

| Partis | Partis                                      | Candidats district 1  | Vote | %     |
| ------ | ------------------------------------------- | --------------------- | ---- | ----- |
|        | Citoyens d'abord Saint-Bruno - Équipe Grisé | Louise Dion (Sortant) | 717  | 52,03 |
|        | Ensemble Saint-Bruno                        | Julien Racicot        | 661  | 47,97 |

| Partis | Partis                                      | Candidats district 2      | Vote | %     |
| ------ | ------------------------------------------- | ------------------------- | ---- | ----- |
|        | Ensemble Saint-Bruno                        | Vincent Fortier (Sortant) | 773  | 55,81 |
|        | Citoyens d'abord Saint-Bruno - Équipe Grisé | Jean-Claude Boyer         | 612  | 44,19 |

| Partis | Partis                                      | Candidats district 3 | Vote | %     |
| ------ | ------------------------------------------- | -------------------- | ---- | ----- |
|        | Citoyens d'abord Saint-Bruno - Équipe Grisé | Mathieu Marcil       | 534  | 57,30 |
|        | Ensemble Saint-Bruno                        | Christine Simard     | 398  | 42,70 |

| Partis | Partis                                      | Candidats district 4 | Vote | %     |
| ------ | ------------------------------------------- | -------------------- | ---- | ----- |
|        | Citoyens d'abord Saint-Bruno - Équipe Grisé | Nancy Cormier        | 901  | 71,74 |
|        | Ensemble Saint-Bruno                        | Mathieu Constantin   | 355  | 28,26 |

| Partis | Partis                                      | Candidats district 5 | Vote | %     |
| ------ | ------------------------------------------- | -------------------- | ---- | ----- |
|        | Citoyens d'abord Saint-Bruno - Équipe Grisé | Louis Mercier        | 505  | 35,07 |
|        | Citoyens d'abord Saint-Bruno - Équipe Grisé | Eve Poirier          | 479  | 33,26 |
|        | Ensemble Saint-Bruno                        | Véronique Mauro      | 456  | 31,67 |

| Partis | Partis                                      | Candidats district 6 | Vote | %     |
| ------ | ------------------------------------------- | -------------------- | ---- | ----- |
|        | Citoyens d'abord Saint-Bruno - Équipe Grisé | Hélène Ringuet       | 579  | 51,19 |
|        | Ensemble Saint-Bruno                        | Jean-Charles Pelland | 552  | 48,81 |

| Partis | Partis                                      | Candidats district 7  | Vote | %     |
| ------ | ------------------------------------------- | --------------------- | ---- | ----- |
|        | Citoyens d'abord Saint-Bruno - Équipe Grisé | Jérémy Dion Bernard   | 603  | 54,47 |
|        | Ensemble Saint-Bruno                        | Martyne-Isabel Forest | 504  | 45,53 |

| Partis | Partis                                      | Candidats district 8    | Vote | %     |
| ------ | ------------------------------------------- | ----------------------- | ---- | ----- |
|        | Citoyens d'abord Saint-Bruno - Équipe Grisé | Marc-André Paquette     | 838  | 64,91 |
|        | Ensemble Saint-Bruno                        | Maria Leena Korpijaakko | 453  | 35,09 |

## Saint-Lambert
|             | Élection (2017) | Dissolution (2021) | Élection (2021) |
| Maire       | Pierre Brodeur | Pierre Brodeur | Pascale Mongrain |
| Conseillers | Francis Le Chatelier Philippe Glorieux Bernard Rodrigue Denis St-François Loïc Blancquaert Brigitte Marcotte David Bowles France Désaulniers | Francis Le Chatelier Philippe Glorieux Bernard Rodrigue Julie Bourgoin Loïc Blancquaert Brigitte Marcotte David Bowles France Désaulniers | Francis Le Chatelier Claude Ferguson Alexandrine Lamoureux-Salvas Julie Bourgoin Loïc Blancquaert Liette Michaud Virginie Dostie-Toupin Stéphanie Verreault |

| Taux de participation :                | Taux de participation :                | Taux de participation :                | Taux de participation :                | Taux de participation :                | 40,9 % |
| Nombre de votes valides :              | Nombre de votes valides :              | Nombre de votes valides :              | Nombre de votes valides :              | Nombre de votes valides :              | 6 913  |
| Nombre de votes rejetées à la mairie : | Nombre de votes rejetées à la mairie : | Nombre de votes rejetées à la mairie : | Nombre de votes rejetées à la mairie : | Nombre de votes rejetées à la mairie : | 61     |
| Nombre d'électeurs inscrits :          | Nombre d'électeurs inscrits :          | Nombre d'électeurs inscrits :          | Nombre d'électeurs inscrits :          | Nombre d'électeurs inscrits :          | 17 072 |

| Partis | Partis                                        | Candidats pour la mairie                       | Vote  | %     |
| ------ | --------------------------------------------- | ---------------------------------------------- | ----- | ----- |
|        | Indépendant                                   | Pascale Mongrain                               | 2 926 | 42,33 |
|        | Vision Saint-Lambert - Équipe Karl Villeneuve | Karl Villeneuve                                | 1 865 | 26,98 |
|        | Indépendant                                   | France Désaulniers (Sortante d'un autre poste) | 1 233 | 17,84 |
|        | Indépendant                                   | Vincent Trudel                                 | 889   | 12,86 |

| Partis | Partis                                        | Candidats district 1           | Vote | %     |
| ------ | --------------------------------------------- | ------------------------------ | ---- | ----- |
|        | Indépendant                                   | Francis Le Chatelier (Sortant) | 488  | 73,72 |
|        | Vision Saint-Lambert - Équipe Karl Villeneuve | Luc Côté                       | 174  | 26,28 |

| Partis | Partis                                        | Candidats district 2        | Vote | %     |
| ------ | --------------------------------------------- | --------------------------- | ---- | ----- |
|        | Vision Saint-Lambert - Équipe Karl Villeneuve | Claude Ferguson             | 473  | 55,84 |
|        | Indépendant                                   | Philippe Glorieux (Sortant) | 374  | 44,16 |

| Partis | Partis                                        | Candidats district 3         | Vote | %     |
| ------ | --------------------------------------------- | ---------------------------- | ---- | ----- |
|        | Indépendante                                  | Alexandrine Lamoureux-Salvas | 528  | 66,58 |
|        | Vision Saint-Lambert - Équipe Karl Villeneuve | Louis-Michel Raby            | 265  | 33,42 |

| Partis | Partis                                        | Candidats district 3      | Vote | %     |
| ------ | --------------------------------------------- | ------------------------- | ---- | ----- |
|        | Indépendante                                  | Julie Bourgoin (Sortante) | 424  | 53,60 |
|        | Indépendant                                   | Mavis Spencer             | 184  | 23,26 |
|        | Vision Saint-Lambert - Équipe Karl Villeneuve | Noureddine Charki         | 183  | 23,14 |

| Partis | Partis                                        | Candidats district 5        | Vote | %     |
| ------ | --------------------------------------------- | --------------------------- | ---- | ----- |
|        | Indépendant                                   | Loïc Blancquaert (Sortante) | 499  | 64,14 |
|        | Indépendante                                  | Diane Bastien               | 162  | 20,82 |
|        | Vision Saint-Lambert - Équipe Karl Villeneuve | Jason Pitsillis             | 117  | 15,04 |

| Partis | Partis                                        | Candidats district 6  | Vote | %     |
| ------ | --------------------------------------------- | --------------------- | ---- | ----- |
|        | Indépendant                                   | Liette Michaud        | 320  | 32,59 |
|        | Vision Saint-Lambert - Équipe Karl Villeneuve | Kévin Arbour          | 257  | 26,17 |
|        | Indépendant                                   | Guillaume Vanderveken | 248  | 25,25 |
|        | Indépendante                                  | Virginie Lapierre     | 157  | 15,99 |

| Partis | Partis                                        | Candidats district 7   | Vote | %     |
| ------ | --------------------------------------------- | ---------------------- | ---- | ----- |
|        | Indépendante                                  | Virginie Dostie-Toupin | 559  | 47,33 |
|        | Vision Saint-Lambert - Équipe Karl Villeneuve | Véronique Lafontaine   | 382  | 32,35 |
|        | Indépendant                                   | Alain Dépatie          | 240  | 20,32 |

| Partis | Partis                                        | Candidats district 8 | Vote | %     |
| ------ | --------------------------------------------- | -------------------- | ---- | ----- |
|        | Indépendante                                  | Stéphanie Verreault  | 604  | 74,48 |
|        | Vision Saint-Lambert - Équipe Karl Villeneuve | Sophie Fournier      | 207  | 25,52 |